# مطلقة غاي (فلم)
مطلقة غاي  (بالإنجليزية: The Gay Divorcee) هو فيلم موسيقي تم إنتاجه في الولايات المتحدة وصدر في سنة 1934.

## بطولة
- فريد أستير
- جنجر روجرز

### ترشيحات وجوائز
| السنة | الحدث  | الفئة      | النتيجة  |
| ----- | ------ | ---------- | -------- |
|       | أوسكار | أفضل أغنية | فـــــوز |

## الميزانية والإيرادات
بلغت تكلفة إنتاج الفيلم حوالي 520,000 دولار بينما حقق أرباحا تقدر بـ 1,774,000 دولار.

## وصلات خارجية
- مقالات تستعمل روابط فنية بلا صلة مع ويكي بيانات